# Dendropsophus aperomeus
Dendropsophus aperomeus é uma espécie de anfíbio da família Hylidae.
É endémica do Peru.
Os seus habitats naturais são: regiões subtropicais ou tropicais húmidas de alta altitude e marismas intermitentes de água doce.